# قسم طسوج الريفي (مقاطعة دشتي)
قسم طسوج الريفي (بالفارسية: دهستان طسوج) هي قسم تقع في إيران في Shonbeh and Tasuj District. يقدر عدد سكانها بـ 947 نسمة .